# Pabandom iš naujo! 2023
La quarta edizione di Pabandom iš naujo! si è tenuta a partire dal 21 gennaio al 18 febbraio 2023 e ha selezionato il rappresentante della Lituania all'Eurovision Song Contest 2023 a Liverpool.
La vincitrice è stata Monika Linkytė con Stay.

## Organizzazione
L'emittente radiotelevisiva pubblica Lietuvos Nacionalinis Radijas ir Televizija (LRT) ha confermato la partecipazione della Lituania all'Eurovision Song Contest 2023 a Liverpool il 29 luglio 2022. Il successivo 11 ottobre ha annunciato la quarta edizione di Pabandom iš naujo! per la selezione del rappresentante eurovisivo nazionale, aprendo la possibilità agli artisti interessati di inviare le proprie canzoni per la competizione entro il 12 dicembre.
Lo show si è tenuto in cinque serate a partire dal 21 gennaio 2023. Il voto combinato di giuria e pubblico ha decretato il vincitore fra i 30 partecipanti; in caso di spareggio, come di consuetudine nella selezione eurovisiva lituana, il voto della giuria è stato quello determinante.

### Giuria
La giuria dei quarti di finale e della prima semifinale è stata composta da:
- Ramūnas Zilnys, critico musicale;
- Ieva Narkutė, cantante;
- Jievaras Jasinskis, musicista e rappresentante della Lituania all'Eurovision Song Contest 2010 come parte degli InCulto;
- Leon Somov, produttore musicale;
- Giedrė Kilčiauskienė, cantante.

La giuria della seconda semifinale è stata composta da:
- Ramūnas Zilnys, critico musicale;
- Ieva Narkutė, cantante;
- Vaidotas Valiukevičius, cantante e rappresentante della Lituania all'Eurovision Song Contest 2020 e 2021 come parte di The Roop;
- Monika Liu, cantante e rappresentante della Lituania all'Eurovision Song Contest 2022;
- Duncan Laurence, cantante e vincitore dell'Eurovision Song Contest 2019.

La giuria della finale è stata composta da:
- Ramūnas Zilnys, critico musicale;
- Ieva Narkutė, cantante;
- Jievaras Jasinskis, musicista e rappresentante della Lituania all'Eurovision Song Contest 2010 come parte degli InCulto;
- Raminta Naujalytė-Bjelle, cantante
- Vytautas Bikus, paroliere e produttore discografico;
- Stanislavas Stavickis-Stano, cantautore e produttore discografico;
- Gerūta Griniūtė, conduttrice televisiva e radiofonica;
- Vaidotas Valiukevičius, cantante e rappresentante della Lituania all'Eurovision Song Contest 2020 e 2021 come parte di The Roop;
- Monika Liu, cantante e rappresentante della Lituania all'Eurovision Song Contest 2022.

## Partecipanti
Una giuria nominata da LRT ha selezionato i 30 partecipanti fra le 60 proposte ricevute. La lista completa degli artisti partecipanti è stata pubblicata il 20 dicembre 2022.
Il 23 dicembre 2022 Lina Štalytė, inizialmente confermata fra i partecipanti con My Body, è stata squalificata dalla competizione poiché il suo brano era già stato pubblicato due anni prima su YouTube; è stata sostituita da The Pixls con Šaukt.
| Artista                           | Brano                  | Lingua  | Compositori                                                                  |
| --------------------------------- | ---------------------- | ------- | ---------------------------------------------------------------------------- |
| Agnė                              | New Start              | Inglese | Agnė Buškevičiūtė-Tumalavičienė, Vilius Tumalavičius                         |
| Aistė Pilvelytė                   | We're Not Running      | Inglese | Justine Eltakchi, Aidan O'Connor                                             |
| Alen Chicco                       | Do You                 | Inglese | Tomas Alenčikas                                                              |
| Antikvariniai Kašpirovskio dantys | Sėdi ir važiuoji       | Lituano | Martynas Enčius, Karolis Steponavičius                                       |
| Baiba                             | When the Lights Go Out | Inglese | Baiba Skurstene, Andrius Kairys                                              |
| Beatrich                          | Like a Movie           | Inglese | Marc Dowding, Beatričė Pundžiūtė                                             |
| Donata                            | Dreamer                | Inglese | Ylva Persson, Linda Persson, Janne Hyöty, Christopher Wortley                |
| Gabrielius Vagelis                | Šauksmas               | Lituano | Kim Wennerström, Gabrielius Vagelis                                          |
| Gebrasy                           | Saw Your Ghost         | Inglese | Faustas Venckus, Audrius Petrauskas                                          |
| Il Senso                          | Sparnai                | Lituano | Merūnas Vitulskis                                                            |
| I.T.                              | Žinau, tai tu          | Lituano | Ingrida Toleikytė-Mikalauskienė                                              |
| Joseph June                       | Vacuum                 | Inglese | Vytautas Gumbelevičius                                                       |
| Justa Rubežiūtė                   | When I'll Find         | Inglese | Algirdas Veževičius, Justinas Stanislovaitis                                 |
| Justė Kraujelytė                  | Need More Fun          | Inglese | Justė Kraujelytė, Edgaras Žaltauskas, Kasparas Meginis                       |
| Justin 3 feat. DJ AugustYno       | Not Giving Up          | Inglese | Algirdas Veževičius, Justinas Stanislovaitis                                 |
| Lina Štalytė                      | My Body                | Inglese | Lina Štalytė                                                                 |
| Luknė                             | Paradise               | Inglese | Rob Price                                                                    |
| Mario Junes                       | Do What You Do         | Inglese | Marijus Kijauskas, Faustas Venckus                                           |
| Matt Len                          | Midnight Train         | Inglese | Matas Lenktis                                                                |
| Melona                            | Song of Whispers       | Inglese | Algirdas Veževičius, Illona Podrabinkína, Justinas Stanislovaitis            |
| Monika Linkytė                    | Stay                   | Inglese | Monika Linkytė, Krists Indrišonoks, Jānis Jačmenkins                         |
| MoonBee                           | Rumor                  | Inglese | Austėja Pukelytė, Gytis Valickas                                             |
| Multiks                           | London                 | Inglese | Paulius Burba                                                                |
| Noy                               | Destiny's Child        | Inglese | Nojus Žebrauskas, Viktorija Raibužytė, Rita Dmitrijenko, Dominykas Zalieckas |
| Paulina Paukštaitytė              | Let Me Think About Me  | Inglese | Paulina Paukštaitytė, Krists Indrišonoks, Jānis Jačmenkins                   |
| Petunija                          | Love of My Life        | Inglese | Agnė Šiaulytė, Diana Anisko, Morta Grigaliūnaitė, Egidija Mačiulytė          |
| Ruta Mur                          | So Low                 | Inglese | Rūta Murinaitė                                                               |
| The Pixls                         | Šaukt                  | Lituano | Mantvydas Sabaitis, Kęstutis Vaitkevičius, The Pixls                         |
| Viktorija Faith                   | If You Ever Miss Me    | Inglese | Viktorija Faith                                                              |
| Voldemars Petersons               | Things                 | Inglese | Voldemars Petersons                                                          |
| W.I                               | You Can Not            | Inglese | Viktoras Olechnovičius, Ieva Lapinskaitė                                     |

## Quarti di finale
I quarti di finale si sono svolti in due serate, il 21 e il 28 gennaio 2023, e vedranno competere 15 partecipanti ciascuno per i 10 posti per puntata destinati alle semifinali. La divisione dei quarti di finale è stata resa nota il 18 gennaio 2023.

### Primo quarto
Il primo quarto di finale si è svolto il 21 gennaio 2023 presso gli studi televisivi di LRT ed è stato presentato da Nombeko Augustė e Giedrius Masalskis. L'ordine d'uscita è stato reso noto il 18 gennaio 2023.
Ad accedere alle semifinali sono stati Joseph June, Il Senso, Luknė, Gabrielius Vagelis, Alen Chicco, Ruta Mur, Baiba, Noy, Paulina Paukštaitytė e Justė Kraujelytė.
| #  | Artista                     | Titolo                 | Punteggio | Punteggio | Punteggio | Punteggio | Posizione |
| #  | Artista                     | Titolo                 | Giuria    | Televoto  | Televoto  | Totale    | Posizione |
| -- | --------------------------- | ---------------------- | --------- | --------- | --------- | --------- | --------- |
| 1  | Aistė Pilvelytė             | We're Not Running      | 2         | 207       | 0         | 2         | 12        |
| 2  | Joseph June                 | Vacuum                 | 2         | 414       | 4         | 6         | 8         |
| 3  | Il Senso                    | Sparnai                | 2         | 466       | 6         | 8         | 7         |
| 4  | W.I                         | You Can Not            | 0         | 162       | 0         | 0         | 15        |
| 5  | Multiks                     | London                 | 0         | 279       | 1         | 1         | 13        |
| 6  | Luknė                       | Paradise               | 3         | 201       | 0         | 3         | 10        |
| 7  | Gabrielius Vagelis          | Šauksmas               | 6         | 865       | 10        | 16        | 2         |
| 8  | Alen Chicco                 | Do You                 | 8         | 467       | 7         | 15        | 3         |
| 9  | Ruta Mur                    | So Low                 | 12        | 973       | 12        | 24        | 1         |
| 10 | Justin 3 feat. DJ AugustYno | Not Giving Up          | 0         | 164       | 0         | 0         | 14        |
| 11 | Baiba                       | When the Lights Go Out | 5         | 227       | 0         | 5         | 9         |
| 12 | Justa Rubežiūtė             | When I'll Find         | 0         | 367       | 2         | 2         | 11        |
| 13 | Noy                         | Destiny's Child        | 4         | 559       | 8         | 12        | 6         |
| 14 | Paulina Paukštaitytė        | Let Me Think About Me  | 7         | 431       | 5         | 12        | 5         |
| 15 | Justė Kraujelytė            | Need More Fun          | 10        | 367       | 3         | 13        | 4         |

### Secondo quarto
Il secondo quarto di finale si è volto il 28 gennaio 2023 presso gli studi televisivi di LRT ed è stato presentata da Nombeko Augustė e Giedrius Masalskis. L'ordine d'uscita è stato reso noto il 24 gennaio 2023.
Ad accedere alle semifinali sono stati gli Antikvariniai Kašpirovskio dantys, Donata, Matt Len, Monika Linkytė, Agnė, Gebrasy, MoonBee, Petunija, Beatrich e Mario Junes.
| #  | Artista                           | Titolo              | Punteggio | Punteggio | Punteggio | Punteggio | Posizione |
| #  | Artista                           | Titolo              | Giuria    | Televoto  | Televoto  | Totale    | Posizione |
| -- | --------------------------------- | ------------------- | --------- | --------- | --------- | --------- | --------- |
| 1  | Antikvariniai Kašpirovskio dantys | Sėdi ir važiuoji    | 2         | 527       | 3         | 5         | 10        |
| 2  | I.T.                              | Žinau, tai tu       | 0         | 651       | 4         | 4         | 11        |
| 3  | Donata                            | Dreamer             | 4         | 466       | 1         | 5         | 9         |
| 4  | Matt Len                          | Midnight Train      | 5         | 780       | 7         | 12        | 4         |
| 5  | Melona                            | Song of Whispers    | 0         | 306       | 0         | 0         | 13        |
| 6  | Monika Linkytė                    | Stay                | 10        | 851       | 8         | 18        | 2         |
| 7  | The Pixls                         | Šaukt               | 0         | 147       | 0         | 0         | 15        |
| 8  | Viktorija Faith                   | If You Ever Miss Me | 1         | 133       | 0         | 1         | 12        |
| 9  | Agnė                              | New Start           | 0         | 918       | 10        | 10        | 6         |
| 10 | Gebrasy                           | Saw Your Ghost      | 6         | 349       | 0         | 6         | 8         |
| 11 | MoonBee                           | Rumor               | 3         | 698       | 5         | 8         | 7         |
| 12 | Voldemaras Petersonas             | Things              | 0         | 210       | 0         | 0         | 14        |
| 13 | Petunija                          | Love of My Life     | 8         | 467       | 2         | 10        | 5         |
| 14 | Beatrich                          | Like a Movie        | 12        | 955       | 12        | 24        | 1         |
| 15 | Mario Junes                       | Do What You Do      | 7         | 744       | 6         | 13        | 3         |

## Semifinali
Le semifinali si sono svolte in due serate, il 4 e l'11 febbraio 2023, e hanno visto competere 10 partecipanti ciascuno per i 5 posti per puntata destinati alla finale. La divisione delle semifinale è stata resa nota il 31 gennaio 2023.

### Prima semifinale
La prima semifinale si è svolta il 4 febbraio 2023 presso gli studi televisivi di LRT ed è stata presentata da Nombeko Augustė e Giedrius Masalskis.
Ad accedere alla finale sono stati Il Senso, Petunija, Justė Kraujelytė, Gabrielius Vagelis e Ruta Mur.
| #  | Artista            | Titolo                 | Punteggio | Punteggio | Punteggio | Punteggio | Posizione |
| #  | Artista            | Titolo                 | Giuria    | Televoto  | Televoto  | Totale    | Posizione |
| -- | ------------------ | ---------------------- | --------- | --------- | --------- | --------- | --------- |
| 1  | Il Senso           | Sparnai                | 5         | 1 876     | 12        | 17        | 3         |
| 2  | Alen Chicco        | Do You                 | 6         | 364       | 2         | 8         | 6         |
| 3  | Baiba              | When the Lights Go Out | 4         | 211       | 1         | 5         | 10        |
| 4  | Joseph June        | Vacuum                 | 4         | 420       | 4         | 8         | 7         |
| 5  | Noy                | Destiny's Child        | 1         | 584       | 6         | 7         | 9         |
| 6  | Petunija           | Love of My Life        | 12        | 936       | 7         | 19        | 2         |
| 7  | Justė Kraujelytė   | Need More Fun          | 8         | 396       | 3         | 11        | 5         |
| 8  | Gabrielius Vagelis | Šauksmas               | 7         | 1 342     | 8         | 15        | 4         |
| 9  | Ruta Mur           | So Low                 | 10        | 1 440     | 10        | 20        | 1         |
| 10 | Donata             | Dreamer                | 2         | 461       | 5         | 7         | 8         |

### Seconda semifinale
La seconda semifinale si è svolta l'11 febbraio 2023 presso gli studi televisivi di LRT ed è stata presentata da Nombeko Augustė e Giedrius Masalskis. L'ordine d'uscita è stato reso noto l'8 febbraio 2023.
Ad accedere alla finale sono stati Paulina Paukštaitytė, Monika Linkytė, i MoonBee, Beatrich e Mario Junes.
| #  | Artista                           | Titolo                | Punteggio | Punteggio | Punteggio | Punteggio | Posizione |
| #  | Artista                           | Titolo                | Giuria    | Televoto  | Televoto  | Totale    | Posizione |
| -- | --------------------------------- | --------------------- | --------- | --------- | --------- | --------- | --------- |
| 1  | Paulina Paukštaitytė              | Let Me Think About Me | 8         | 1 383     | 10        | 18        | 2         |
| 2  | Agnė                              | New Start             | 3         | 765       | 3         | 6         | 9         |
| 3  | Matt Len                          | Midnight Train        | 4         | 772       | 4         | 8         | 7         |
| 4  | Luknė                             | Paradise              | 2         | 109       | 1         | 3         | 10        |
| 5  | Monika Linkytė                    | Stay                  | 10        | 1 328     | 7         | 17        | 3         |
| 6  | Gebrasy                           | Saw Your Ghost        | 6         | 380       | 2         | 8         | 6         |
| 7  | MoonBee                           | Rumor                 | 5         | 2 457     | 12        | 17        | 4         |
| 8  | Beatrich                          | Like a Movie          | 12        | 1 342     | 8         | 20        | 1         |
| 9  | Mario Junes                       | Do What You Do        | 7         | 852       | 5         | 12        | 5         |
| 10 | Antikvariniai Kašpirovskio dantys | Sėdi ir važiuoji      | 1         | 964       | 6         | 7         | 8         |

## Finale
La finale si è tenuta il 18 febbraio 2023 presso gli studi televisivi di LRT ed è stata presentata da Nombeko Augustė e Giedrius Masalskis. L'ordine d'uscita è stato reso noto il 15 febbraio 2023.
Durante la serata si sono esibiti come ospiti Monika Liu, vincitrice dell'edizione precedente e rappresentante dello stato all'Eurovision Song Contest 2022, Duncan Laurence, vincitore dell'Eurovision Song Contest 2019, e i Tvorchi, rappresentanti dell'Ucraina all'Eurovision Song Contest 2023.
A vincere il voto della giuria e il televoto sono state rispettivamente Monika Linkytė e Ruta Mur, portando a un pareggio; tuttavia, in accordo con il regolamento del concorso, Monika Linkytė è stata proclamata vincitrice avendo ottenuto il maggior numero di punti da parte della giuria.
| #  | Artista              | Titolo                | Punteggio | Punteggio | Punteggio | Punteggio | Posizione |
| #  | Artista              | Titolo                | Giuria    | Televoto  | Televoto  | Totale    | Posizione |
| -- | -------------------- | --------------------- | --------- | --------- | --------- | --------- | --------- |
| 1  | Mario Junes          | Do What You Do        | 3         | 1 102     | 2         | 5         | 9         |
| 2  | MoonBee              | Rumor                 | 1         | 3 780     | 7         | 8         | 7         |
| 3  | Justė Kraujelytė     | Need More Fun         | 5         | 606       | 1         | 6         | 8         |
| 4  | Paulina Paukštaitytė | Let Me Think About Me | 6         | 2 910     | 5         | 11        | 5         |
| 5  | Beatrich             | Like a Movie          | 8         | 9 392     | 8         | 16        | 3         |
| 6  | Ruta Mur             | So Low                | 10        | 12 822    | 12        | 22        | 2         |
| 7  | Il Senso             | Sparnai               | 2         | 2 090     | 3         | 5         | 10        |
| 8  | Petunija             | Love of My Life       | 7         | 2 501     | 4         | 11        | 4         |
| 9  | Gabrielius Vagelis   | Šauksmas              | 4         | 3 085     | 6         | 10        | 6         |
| 10 | Monika Linkytė       | Stay                  | 12        | 12 675    | 10        | 22        | 1         |

## Ascolti
| Puntata          | Messa in onda    | Telespettatori | Share | Note   |
| ---------------- | ---------------- | -------------- | ----- | ------ |
| Quarti di finale | 21 gennaio 2023  | 236 000        | 23,5% | [ 18 ] |
| Quarti di finale | 28 gennaio 2023  | 213 000        | 21,7% | [ 18 ] |
| Semifinali       | 4 febbraio 2023  | 191 600        | 18,8% | [ 18 ] |
| Semifinali       | 11 febbraio 2023 | 199 400        | 19,8% | [ 18 ] |
| Finale           | 18 febbraio 2023 | 310 900        | 28,8% | [ 18 ] |
| Media            | Media            | 230 180        | 22,5% | [ 18 ] |